# Companies Act 1948
La Companies Act 1948 (loi sur les sociétés de 1948) était une loi du Parlement du Royaume-Uni, qui réglementait le droit des sociétés au Royaume-Uni. Elle a été remplacée par la loi sur les sociétés de 2006 (Companies Act 2006).
Son nom complet est la « loi pour consolider la loi sur les sociétés de 1929, la loi sur les sociétés de 1947 (autres que les dispositions de celle-ci relatives à l'enregistrement des noms commerciaux, aux faillites et la prévention de la fraude dans le cadre de fonds communs de placement), et de certains autres textes modifiant la première loi mentionnée ».
La loi a reçu l’assentiment royal le 30 juin 1948 et est entrée en vigueur le 1er juillet 1948.

## Cas jugés par cette loi
- Bushell v Faith (en) [1970] AC 1099
- Scottish Co-operative Wholesale Society Ltd v Meyer (en)
- Stonegate Securities Ltd v Gregory (en) [1980] Ch 576